# Konopiště
Konopiště är en ort i Tjeckien. Den ligger i den centrala delen av landet, 40 km sydost om huvudstaden Prag. Konopiště ligger 338 meter över havet och antalet invånare är 876.
Terrängen runt Konopiště är huvudsakligen platt, men åt nordost är den kuperad. Runt Konopiště är det ganska glesbefolkat, med 29 invånare per kvadratkilometer. Närmaste större samhälle är Benešov, 2,0 km öster om Konopiště. Omgivningarna runt Konopiště är en mosaik av jordbruksmark och naturlig växtlighet.